# Odontoschisma cordifolium
Odontoschisma cordifolium là một loài rêu trong họ Cephaloziaceae. Loài này được Stephani mô tả khoa học đầu tiên năm 1924.